# Education Networks of America
Education Networks of America (ENA) Amerikai Egyesült Államok-béli internetszolgáltató magáncég, állami iskolák és könyvtárak tartoznak az ügyfélkörébe. A Tennessee állambeli Nashvilleben van a székhelye.
Az Education Networks of America 1996-ban lett megalapítva, és 2014-től a becslések szerint 100 millió amerikai dollár bevételt generál évente. Jelenleg a Zelnick Media Capital befektetési társaság tulajdonában van, aminek a székhelye New Yorkban van.

## Fordítás
- Ez a szócikk részben vagy egészben  az   Education Networks of America című angol Wikipédia-szócikk ezen változatának fordításán alapul.  Az eredeti cikk szerkesztőit annak laptörténete sorolja fel. Ez a jelzés csupán a megfogalmazás eredetét és a szerzői jogokat jelzi, nem szolgál a cikkben szereplő információk forrásmegjelöléseként.